# René de Froulay de Tessé
René de Froulay de Tessé (Le Mans, 14 maggio 1648 – Yerres, 30 marzo 1725) è stato un militare e diplomatico francese.

## Biografia
Fin da giovane fu indirizzato verso una carriera militare. 
Fu uno dei protagonisti della Guerra di successione spagnola, durante la quale si distinse nella battaglia di Carpi del 1701 e nell'assedio di Tolone (1707).
Come diplomatico, tra il 1693 e il 1696 condusse dei negoziati segreti con Vittorio Amedeo II di Savoia che portarono al trattato di Torino e al matrimonio tra la figlia di Vittorio Amedeo e Anna Maria d'Orléans, Maria Adelaide di Savoia, con Luigi di Borbone, Duca di Borgogna, nipote di Luigi XIV.
Nel 1708 fu ambasciatore a Roma.
Nel 1724 fu ambasciatore in Spagna, dove convinse Filippo V a riprendere il trono dopo la morte prematura del figlio e successore Luigi.